# Erica bokkeveldia
Erica bokkeveldia är en ljungväxtart som beskrevs av E.C.H. Oliver. Erica bokkeveldia ingår i släktet klockljungssläktet, och familjen ljungväxter. Inga underarter finns listade i Catalogue of Life.